# Otto Cyrén
Carl August Otto Cyrén, född 9 april 1878 i Göteborg, död 23 september 1946 i Stockholm, var en svensk kemiingenjör med inriktning på textilbearbetning och färgning.
Efter ingenjörsexamen från Chalmers tekniska läroanstalt 1897 och två års ytterligare studier vid Polytechnikum i Zürich, var Cyrén 1899-1902 anställd vid R. Biedermann Baumwollmanufaktur i Łódź, praktiserade under 1902 i Ludwigshafen (hemort för BASF), Aachen och Berlin och arbetade 1903-1904 vid Malmö yllefabrik. Han var 1905-1917 anställd vid Kalle Anilinfarbenfabrik i Biebrich am Rhein (idag en stadsdel av Wiesbaden), men tillbringade 1906-1914 vid firmans filial i Warszawa. Han tillbringade alltså huvuddelen av första världskriget i Tyskland inom den kemiska industrin.
När Sveriges kemiska industrikontor inrättades 1917 (se även Alf. Larson) fick han anställning där som ombudsman och redaktör (från 1918) för Meddelanden från Sveriges kemiska industrikontor. Han stannade i denna befattning till 1944. Som sådan gjorde han många utrikes studieresor och deltog han i antiförbudskongresserna i Lausanne 1921 samt i Paris och Bryssel 1922.
Han hade också ett intresse för fauna och deltog i många statliga kommittéer. Han var en flitig skribent i tidskrifter, bland annat reseskildringar i Ymer och Ord och Bild.

## Skrifter
- Anton Stuxberg, Sveriges och Norges fiskar (1895), 678 sidor, Cyrén har bidragit med illustrationer
- Från schahsewenzernas land. : Intryck från en resa till Ardebil i Persien (1913)
- "Små bidrag till de lägre ryggradsdjurens psykologi", artikel i Fauna och Flora (1915)
- Om den tyska krigs- och ersättningsindustrien (1917)
- Den tyska kemiska storindustrien och kriget (1917)
- En viktig industri (1918)
- Kemisk forskning och kemisk industri (1918), ur Meddelanden, även som särtryck
- Krigets konsekvenser för världsindustrien, speciellt den kemiska (1918)
- Kaukasusländerna och deras framtidsutsikter (1919)
- Vår själfförsörjning med motorbränsle (1921), Inledningsföredrag vid Svenska Motokulturföreningens årsmöte den 15 mars 1921.
- Klima und Eidechsenverbreitung (1924)
- Eucalyptusmassa som konkurrent på cellulosamarknaden (1926), Meddelande vid Svenska teknologföreningens årsmöte den 27 mars 1926.
- Spanische und portugiesische Mauereidechsen (1928)
- Livsmedelslagstiftning. : Några synpunkter rörande behovet av en livsmedelslagstiftning i Sverige (1929), ur Meddelanden från Sveriges kemiska industrikontor. 1929
- Ormar i fantasi och verklighet (1934)
- Zur Kenntnis der Lacertiden der Iberischen Halbinsel und Makaronesiens (1934)
- Syntetiska färgämnen och läkemedel (1940)
- Beiträge zur Herpetologie der Balkanhalbinsel (1941)
- Svensk kemisk industri : kort översikt (1946), 350 sidor